# Мегатеријум
Мегатеријум (лат. Megatherium) био је род копнених лењиваца који су од касног плиоцена до краја плеистоцена живели на подручју Јужне и Централне Америке.

### Опис
Он је једна од највећих познатих врста сисара. Тежио је до 4 тоне и био је висок и око два метра. Највећи је познати копнени лењивац, једнаке величине као и данашњи слонови, а у његово време по величини би га претекле само неке врсте мамута.

### Станишта
Настањивао је шумска подручја у Јужној Америци.

### Изумирање
Изумро је пре око 10.500 година. Но, данас у Бразилу наводно постоји још један који живи у Амазонији, а тамо га зову Мапингвари.